# ستانلي جرينسبان
ستانلي جرينسبان (بالإنجليزية: Stanley Greenspan)‏ هو بروفيسور طبي وطبيب نفسي أمريكي، ولد في 1 يونيو 1941 في نيويورك في الولايات المتحدة، وتوفي في 27 أبريل 2010.